# Dichapetalum
Dichapetalum är ett släkte av tvåhjärtbladiga växter. Dichapetalum ingår i familjen Dichapetalaceae.

## Bildgalleri

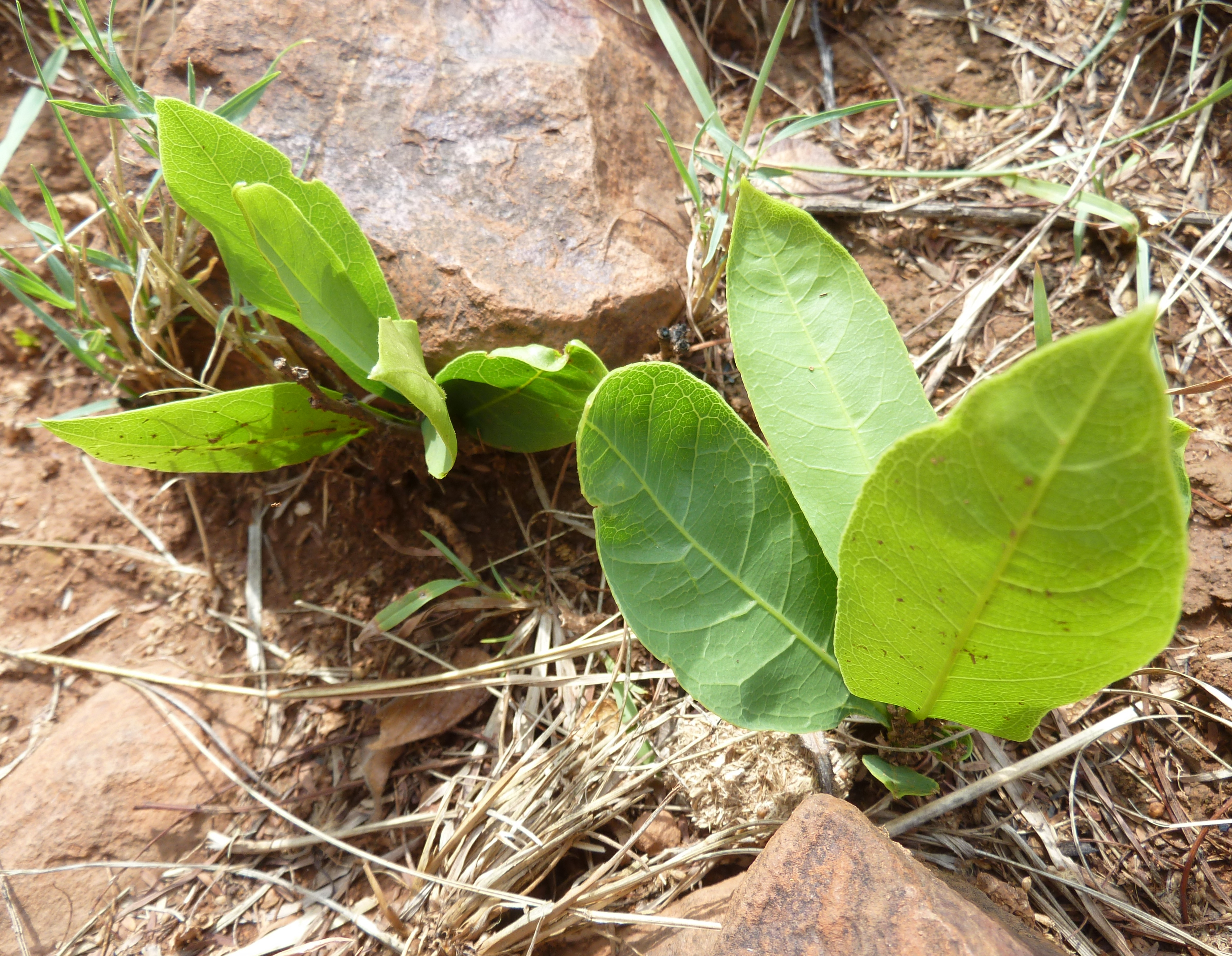
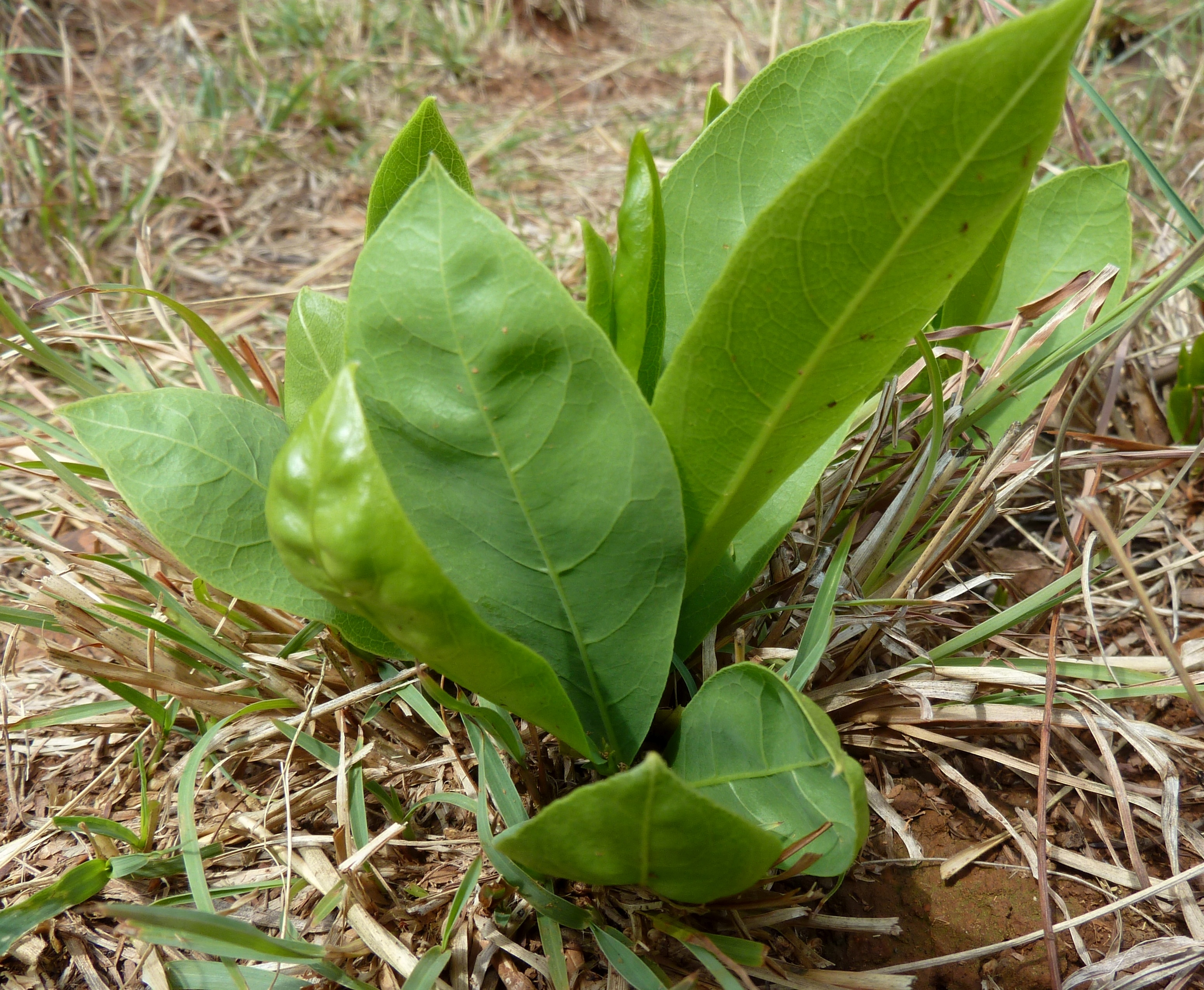
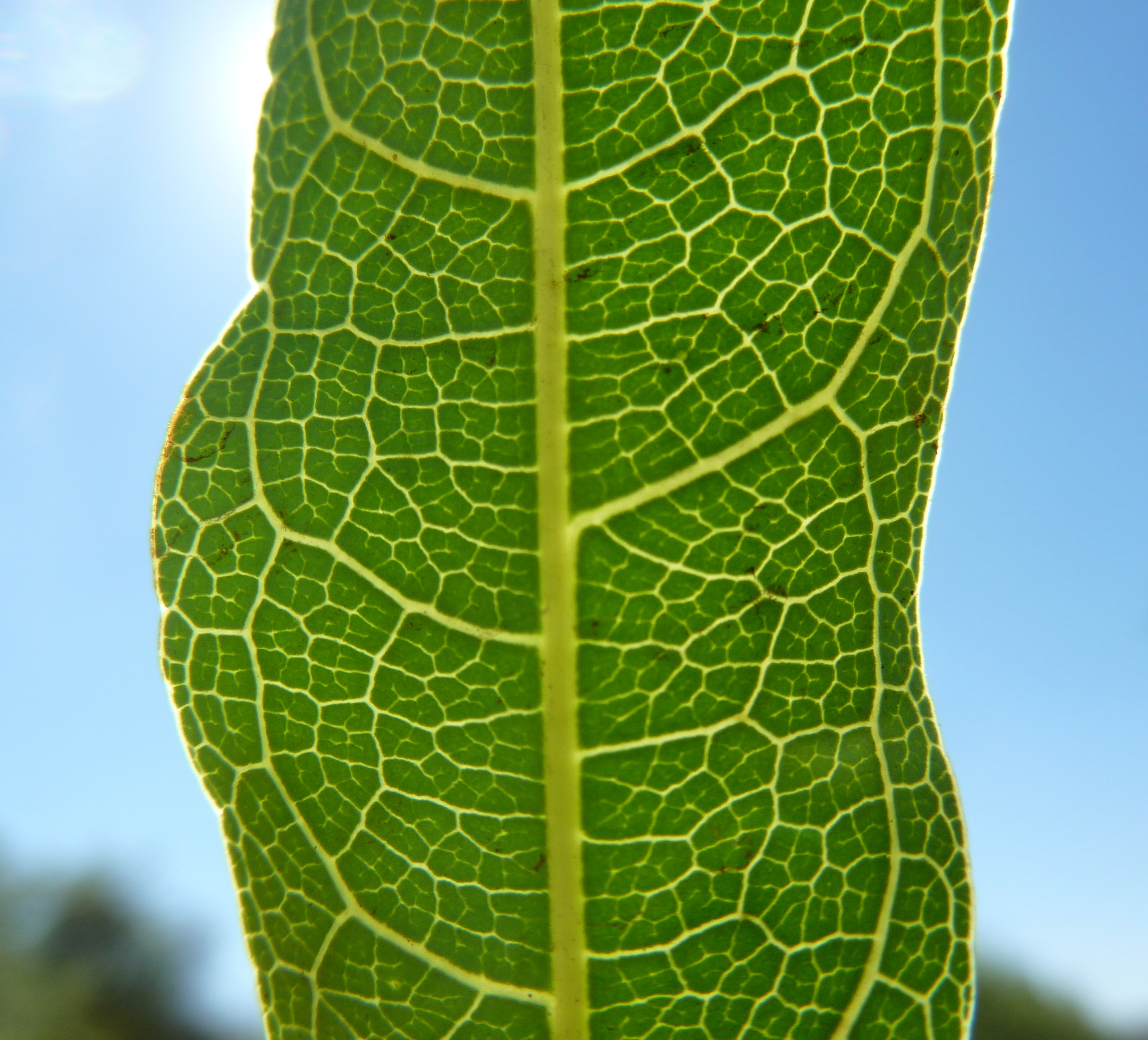
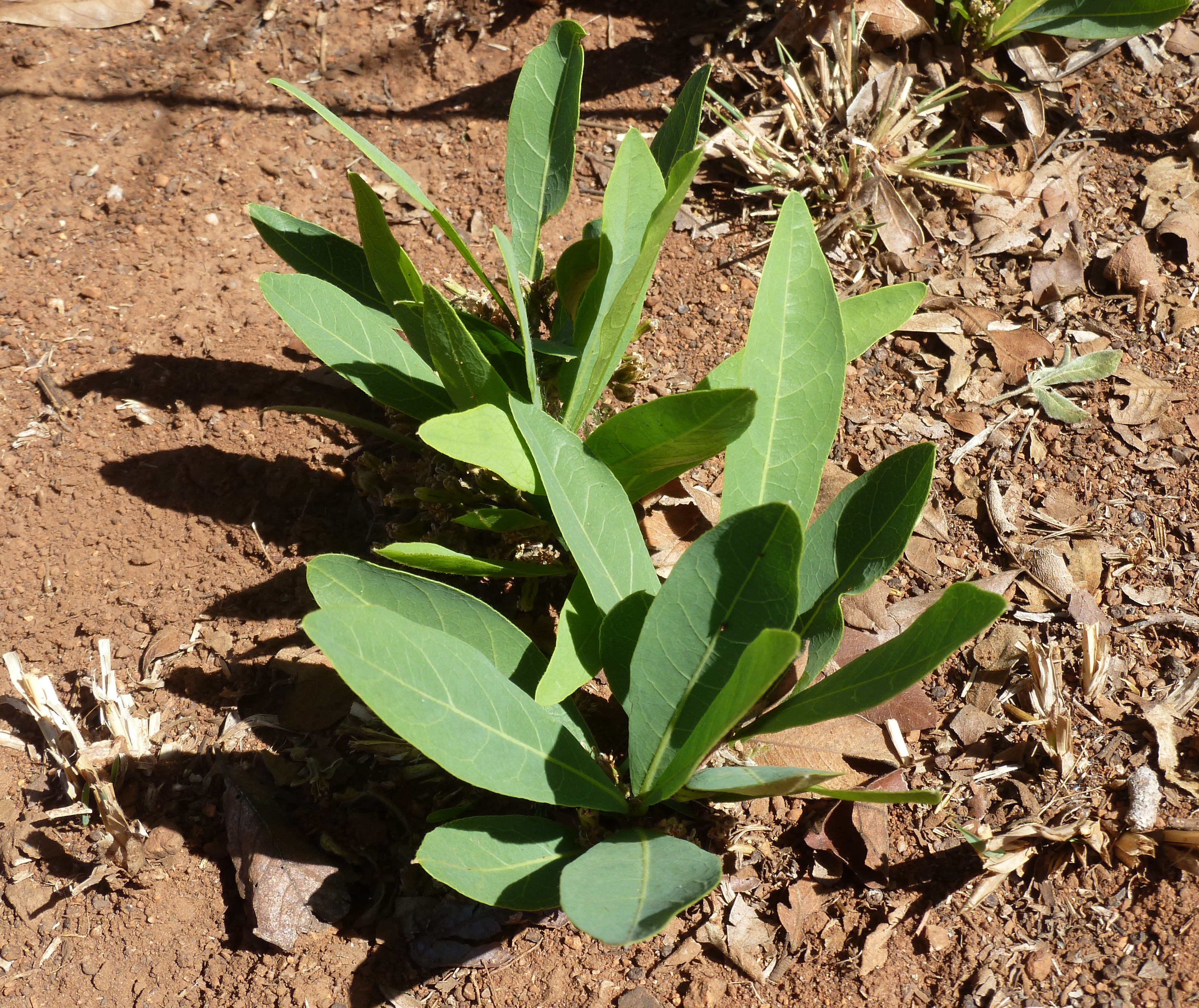
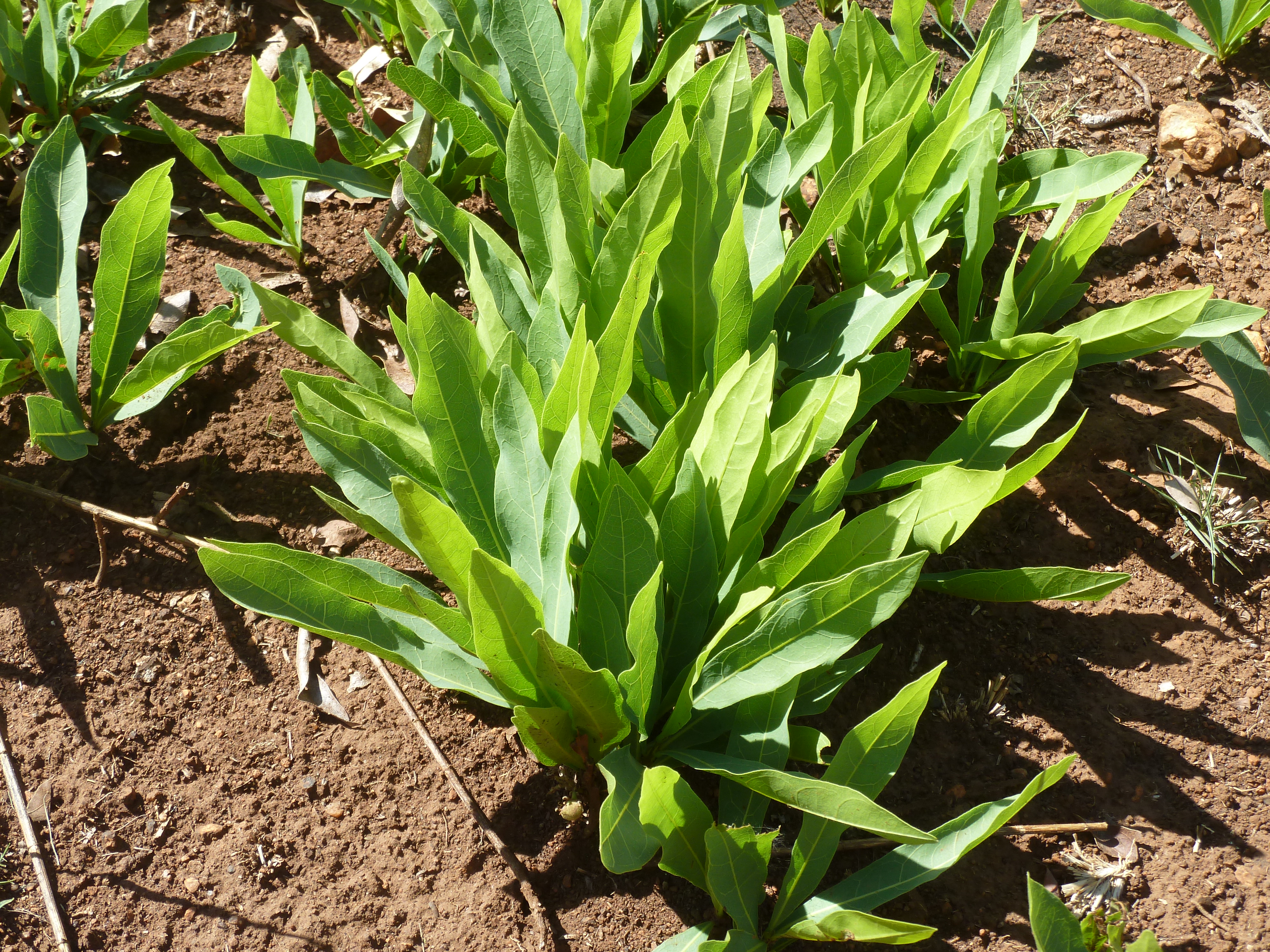
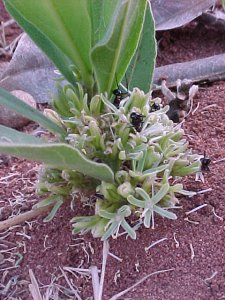

## Dottertaxa tillDichapetalum, i alfabetisk ordning[1]
- Dichapetalum acuminatum
- Dichapetalum affine
- Dichapetalum albidum
- Dichapetalum altescandens
- Dichapetalum angolense
- Dichapetalum arachnoideum
- Dichapetalum arenarium
- Dichapetalum asplundeanum
- Dichapetalum axillare
- Dichapetalum bangii
- Dichapetalum barbatum
- Dichapetalum barbosae
- Dichapetalum barteri
- Dichapetalum beilschmiedioides
- Dichapetalum bellum
- Dichapetalum berendinae
- Dichapetalum bernalii
- Dichapetalum bocageanum
- Dichapetalum bodyi
- Dichapetalum bojeri
- Dichapetalum braunii
- Dichapetalum bullatum
- Dichapetalum chalotii
- Dichapetalum chlorinum
- Dichapetalum choristilum
- Dichapetalum coelhoi
- Dichapetalum congoense
- Dichapetalum costaricense
- Dichapetalum crassifolium
- Dichapetalum cymosum
- Dichapetalum cymulosum
- Dichapetalum deflexum
- Dichapetalum dewevrei
- Dichapetalum dewildei
- Dichapetalum dictyospermum
- Dichapetalum donnell-smithii
- Dichapetalum edule
- Dichapetalum eickii
- Dichapetalum fadenii
- Dichapetalum filicaule
- Dichapetalum findouense
- Dichapetalum foreroi
- Dichapetalum froesii
- Dichapetalum fructuosum
- Dichapetalum gabonense
- Dichapetalum gassitae
- Dichapetalum gelonioides
- Dichapetalum geminostellatum
- Dichapetalum gentryi
- Dichapetalum germainii
- Dichapetalum gilletii
- Dichapetalum glomeratum
- Dichapetalum grandifolium
- Dichapetalum grayumii
- Dichapetalum griffithii
- Dichapetalum hammelii
- Dichapetalum helferianum
- Dichapetalum heudelotii
- Dichapetalum hirtellum
- Dichapetalum hirtum
- Dichapetalum humbertii
- Dichapetalum inaequale
- Dichapetalum inopinatum
- Dichapetalum insigne
- Dichapetalum integripetalum
- Dichapetalum korupinum
- Dichapetalum latifolium
- Dichapetalum laurocerasus
- Dichapetalum ledermannii
- Dichapetalum letouzeyi
- Dichapetalum leucocarpum
- Dichapetalum leucosia
- Dichapetalum librevillense
- Dichapetalum lindicum
- Dichapetalum lofense
- Dichapetalum longipetalum
- Dichapetalum lujae
- Dichapetalum macrocarpum
- Dichapetalum madagascariense
- Dichapetalum mathisii
- Dichapetalum melanocladum
- Dichapetalum mexicanum
- Dichapetalum minutiflorum
- Dichapetalum mombuttense
- Dichapetalum montanum
- Dichapetalum moralesii
- Dichapetalum morenoi
- Dichapetalum mossambicense
- Dichapetalum mundense
- Dichapetalum neglectum
- Dichapetalum nervatum
- Dichapetalum nevermannianum
- Dichapetalum nigrescens
- Dichapetalum nyangense
- Dichapetalum obanense
- Dichapetalum oblongum
- Dichapetalum odoratum
- Dichapetalum oleifolium
- Dichapetalum oliganthum
- Dichapetalum pachypus
- Dichapetalum pallidum
- Dichapetalum papuanum
- Dichapetalum parvifolium
- Dichapetalum pauper
- Dichapetalum pedicellatum
- Dichapetalum pedunculatum
- Dichapetalum perrieri
- Dichapetalum petaloideum
- Dichapetalum petelotii
- Dichapetalum pierrei
- Dichapetalum platyphyllum
- Dichapetalum potamophilum
- Dichapetalum prancei
- Dichapetalum pulchrum
- Dichapetalum rabiense
- Dichapetalum reliquum
- Dichapetalum reticulatum
- Dichapetalum rhodesicum
- Dichapetalum rudatisii
- Dichapetalum ruficeps
- Dichapetalum rufum
- Dichapetalum rugosum
- Dichapetalum ruhlandii
- Dichapetalum schulzii
- Dichapetalum scorpioideum
- Dichapetalum sessiliflorum
- Dichapetalum setosum
- Dichapetalum sordidum
- Dichapetalum spruceanum
- Dichapetalum staminellatum
- Dichapetalum staudtii
- Dichapetalum steenisii
- Dichapetalum steyermarkii
- Dichapetalum stipulatum
- Dichapetalum stuhlmannii
- Dichapetalum sumbense
- Dichapetalum tenerum
- Dichapetalum tenuifolium
- Dichapetalum tetrastachyum
- Dichapetalum thollonii
- Dichapetalum timoriense
- Dichapetalum tomentosum
- Dichapetalum toxicarium
- Dichapetalum tricapsulare
- Dichapetalum trichocephalum
- Dichapetalum ugandense
- Dichapetalum umbellatum
- Dichapetalum unguiculatum
- Dichapetalum virchowii
- Dichapetalum witianum
- Dichapetalum vitiense
- Dichapetalum vondrozanum
- Dichapetalum zenkeri
- Dichapetalum zeylanicum